# Friedrich Hoffmann (Mediziner, 1820)
Friedrich Hoffmann (* 24. April 1820 in Nimptsch; † 8. April 1863 in Siegburg) war ein deutscher Psychiater.
Hoffmann war Sohn eines Physicus und besuchte das Friedrichsgymnasium in Breslau. Anschließend wechselte er 1838 an die dortige Universität zum Studium der Medizin. Er wurde an dieser allerdings demagogischer Umtriebe bezichtigt und ging deshalb zum Sommersemester 1841 an die Universität Berlin. Dort wurde er 1842 zum Doktor promoviert und bestand 1843 die Staatsprüfung. 1844 kam er als Assistenzarzt der Psychiatrie nach Leubus.
Hoffmann wurde am 1. April 1854 zum Direktor der neuerrichteten Irrenheilanstalt in Schwetz ernannt. Nachdem Maximilian Jacobi verstorben war, wurde Hoffmann 1859 an die Irrenheilanstalt Siegburg berufen. Er starb durch Suizid.
Hoffmann war zu seiner Zeit einer der Vertreter der modernen Psychiatrie.